# برهنه‌های آبی
برهنه‌های آبی (انگلیسی: Blue Nudes) اثری از آنری ماتیس است.